# Cinclodes olrogi
Cinclodes olrogi е вид птица от семейство Furnariidae.

## Разпространение
Видът е разпространен в Аржентина.